# Barátpapagáj
A barátpapagáj (Myiopsitta monachus), korábban remetepapagáj, a madarak osztályának papagájalakúak (Psittaciformes) rendjébe és a papagájfélék (Psittacidae) családjába tartozó Myiopsitta nem faja. Egyes szervezetek a jákópapagáj-formák (Psittacinae) alcsaládjába sorolják.

## Rendszerezése
A fajt Pieter Boddaert holland orvos, biológus és ornitológus írta le 1880-ban, a Psittacus nembe Psittacus monachus néven.

## Alfajai
- Myiopsitta monachus monachus (Boddaert, 1783) – Brazília délkeleti része, Uruguay és Északkelet-Argentína
- Myiopsitta monachus calita (Jardine & Selby, 1830) – Argentína nyugati és déli része
- Myiopsitta monachus cotorra (Vieillot, 1818) – Délkelet-Bolívia, Paraguay, Észak-Argentína és Dél-Brazília
- Myiopsitta monachus luchsi (Finsch, 1868) – Ez egy izolált populáció Bolíviában, amit az újabb rendszerezések külön fajként kezelnek, mint Bolíviai barátpapagáj (Myiopsitta luchsi).[2]

## Előfordulása
Argentína, Bolívia, Brazília, Paraguay és Uruguay területén honos. Természetes élőhelyei a szubtrópusi vagy trópusi síkvidéki esőerdők és szavannák, valamint emberi környezet. Állandó, nem vonuló faj.
Kedvelt kalitkamadár. Mivel fészkei karbantartása miatt egész évben viszonylag helyhez kötötten él, ezért sok helyütt félig vagy teljesen szabadon tartják állatkertek és magángyűjtők is. Ezek közül a madarak közül olykor néhány pár elszakadva a kolóniától teljesen önálló életet kezd máshol, így betelepült madárként több, számára alkalmas helyen megjelent már. Ilyen önállóan költő kolóniái vannak az Egyesült Államokban, Puerto Ricón, a Bermuda-szigeteken, az Egyesült Királyságban, Franciaországban, Belgiumban, Hollandiában, Portugáliában, Spanyolországban, Olaszországban, Izraelben és Japánban is.

## Megjelenése
Átlagos testhossza 29 centiméter, szárnyfesztávja 43-48 centiméter, testtömege 90-140 gramm. Homloka világosszürke, a fejtető és a tarkó zöldes, pofatájéka és torka világosszürke. Testének többi része barnás-, illetve sárgászöld.
|  |  |

## Életmódja
Kifejezetten közösségszerető madár, több család kolóniát alkotva együtt él. A táplálkozóhelyeken több száz madár is összeverődik. Tápláléka magvakból, gyümölcsökből, rovarokból és azok lárváiból áll.

## Szaporodása
A téli hónapokban költ. A papagájfélék többségétől eltérően nem odúban költ, hanem hatalmas, faágakból és vesszőkből összeállított fészket épít a kolónia. A fészekben minden párnak külön költőkamrája van. Fészekalja 5-8 tojásból áll, amin 26 napig kotlik.
|  |  |

## Természetvédelmi helyzete
Az elterjedési területe rendkívül nagy, egyedszáma pedig növekszik. A Természetvédelmi Világszövetség Vörös listáján nem fenyegetett fajként szerepel.